# SNL 코리아 시즌 2
《SNL 코리아》의 두 번째 시즌은 2012년 5월 26일부터 7월 14일까지 tvN에서 방송되었다.

## 크루
- 장진
- 이한위
- 김원해
- 장영남
- 안영미
- 강유미
- 고경표
- 김슬기
- 이상훈
- 강성진
- 정성호
- 김민교
- 정이랑
- 임혜영
- 권혁수
- 박상우

## 에피소드
| 전체 번호                                                                                               | 시즌 번호 | 호스트                         | 뮤지컬 게스트 | 본 방송 날짜    | 시청률 (AGB닐슨) |
| --- | --------- | ------------------------------ | ------------- | --------------- | ---------------- |
| 9 | 1         | 오지호                         | 백지영        | 2012년 5월 26일 | 정보 없음        |
| 10 | 2         | 조여정                         | (없음)        | 2012년 6월 2일  | 0.510            |
| 스페셜 게스트로 김동욱이 출연했다.                                                                      |           |                                |               |                 |                  |
| 11 | 3         | 양동근                         | (없음)        | 2012년 6월 9일  | 0.552            |
| 스페셜 게스트로 정준이 출연했다. 시청 등급이 기존의 15세 이상 시청가에서 19세 이상 시청가로 변경되었다. |           |                                |               |                 |                  |
| 12 | 4         | (없음) "크루 스페셜"           | (없음)        | 2012년 6월 16일 | 0.766            |
| 스페셜 게스트로 이순재와 임하룡, 김부선, 이재오가 출연했다. 크루들이 호스트가 되어 진행했다.            |           |                                |               |                 |                  |
| 13 | 5         | 신동엽                         | (없음)        | 2012년 6월 23일 | 1.131            |
| 카메오로 홍석천이 출연했다.                                                                             |           |                                |               |                 |                  |
| 14 | 6         | 박진영                         | 박정현        | 2012년 6월 30일 | 1.395            |
| 스페셜 게스트로 이상민과 김민수, 민효린, 신은경이 출연했다.                                             |           |                                |               |                 |                  |
| 15 | 7         | 바다, 호란, 은정 "싱글 레이디" | (없음)        | 2012년 7월 7일  | 0.786            |
| 스페셜 게스트로 정세균, 카메오로 효린이 출연했다.                                                       |           |                                |               |                 |                  |
| 16 | 8         | 슈퍼주니어                     | (없음)        | 2012년 7월 14일 | 정보 없음        |
| 슈퍼주니어 멤버 중 이특, 신동, 려욱, 규현, 성민, 은혁, 예성, 동해, 강인만 출연했다.                     |           |                                |               |                 |                  |